# مسلمو بارهاي
مسلمو بارهاي، وتنطق أحيانًا بادهاي هم مجتمع مسلم، يوجدون في شمال الهند. يعرفون أيضًا باسم سيفي والتي تشير إلى طبقة مسلمة الفرعية من الحدادين والنجارين. يوجد عدد صغير أيضًا منهم في منطقة تيراي في نيبال. يشار أحيانًا إلى المجتمع باسم مولتاني. يبلغ عددهم 584,000 نسمة.

## الأصل
يستمد المجتمع اسمه من كلمة بارهاي، والتي تعني النجار باللغة الهندية. وفقًا لتقاليدهم الخاصة، فهم ينحدرون من مستوطنين مسلمين وفدوا إلى الهند في وقت مبكر. ومع ذلك، فمن المحتمل أنهم متحولون من طبقة بارهاي.
في ولاية أوتار براديش، يوجد في بارهاي أو سيفي قسمان فرعيان، هما ديسي أو المحليين ومولتي أو المهاجرون من ملتان. كل من هاتين المجموعتين يتزاوجون مع بعض. يتواجدون بشكل رئيسي في منطقتي دواب وروهيل كهند ويتحدثون لهجة كهري بولي. تم منح المجتمع حالة طبقية أخرى متخلفة. يشير مصطلح سيفي إلى صانعي السيوف في العصور الوسطى.